# Prawo Rocka
Prawo Rocka – stwierdzenie sformułowane w latach 60 przez Artura Rocka, mówiące o tym, że koszt sprzętu do produkcji półprzewodników będzie się co 4 lata podwajał. Stwierdzenie to jednak nie sprawdziło się i nie ma odwzorowania w rzeczywistości.